# Hinter der Burg

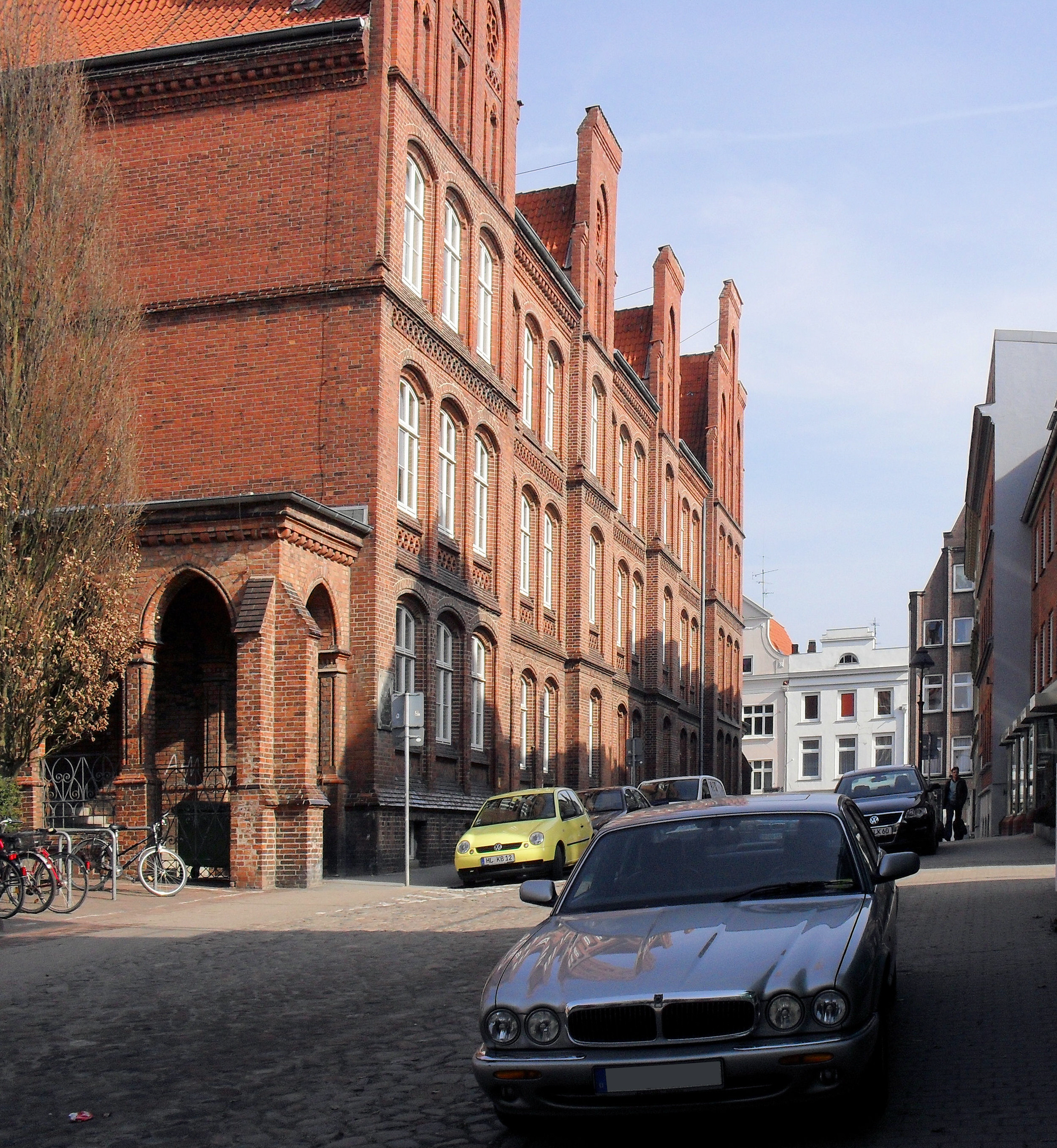
Hinter der Burg, Blick in Richtung Große Burgstraße

Hinter der Burg, rot markiert

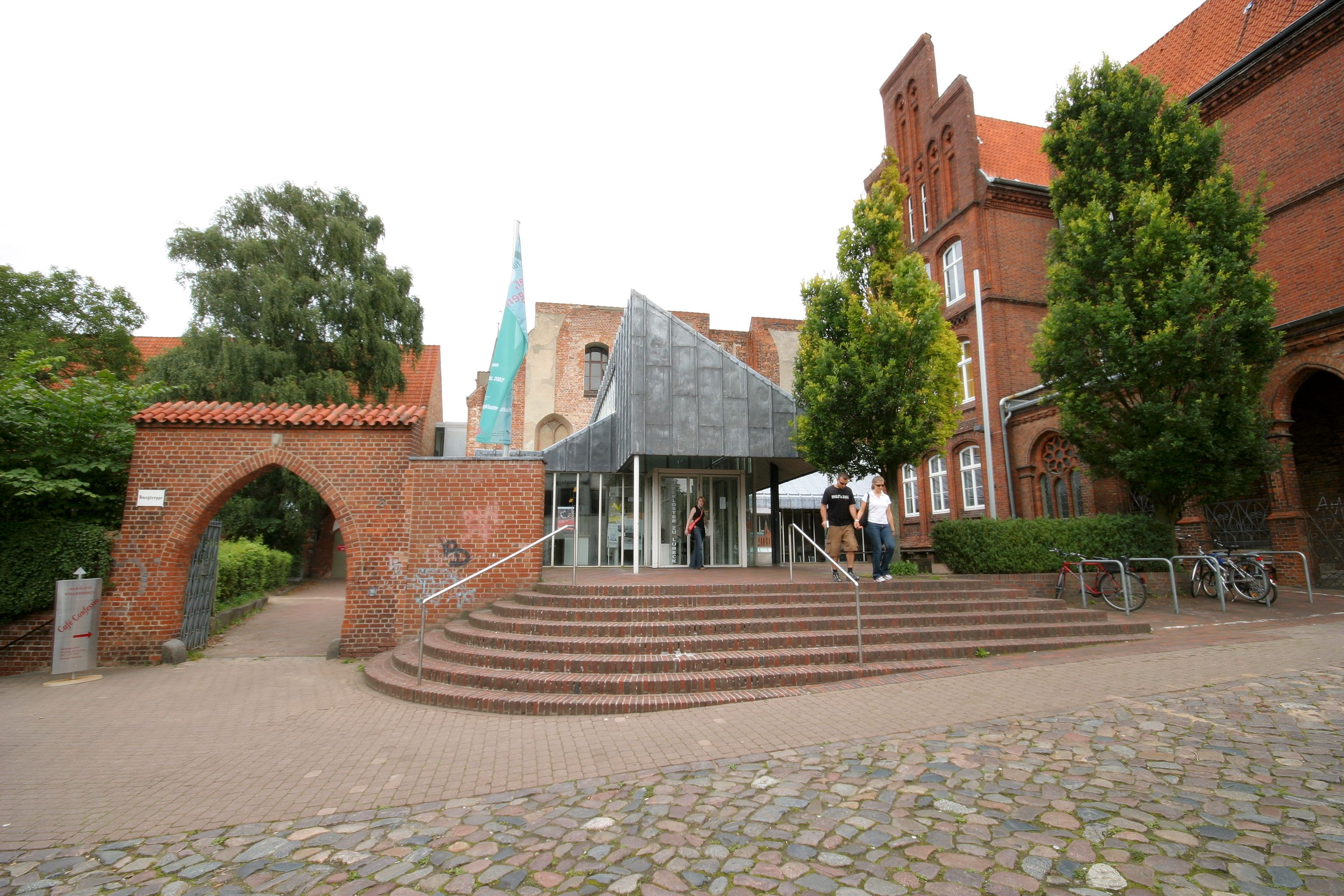
Der ehemalige Eingang zum Burgkloster am Ende der Straße Hinter der Burg (2007)

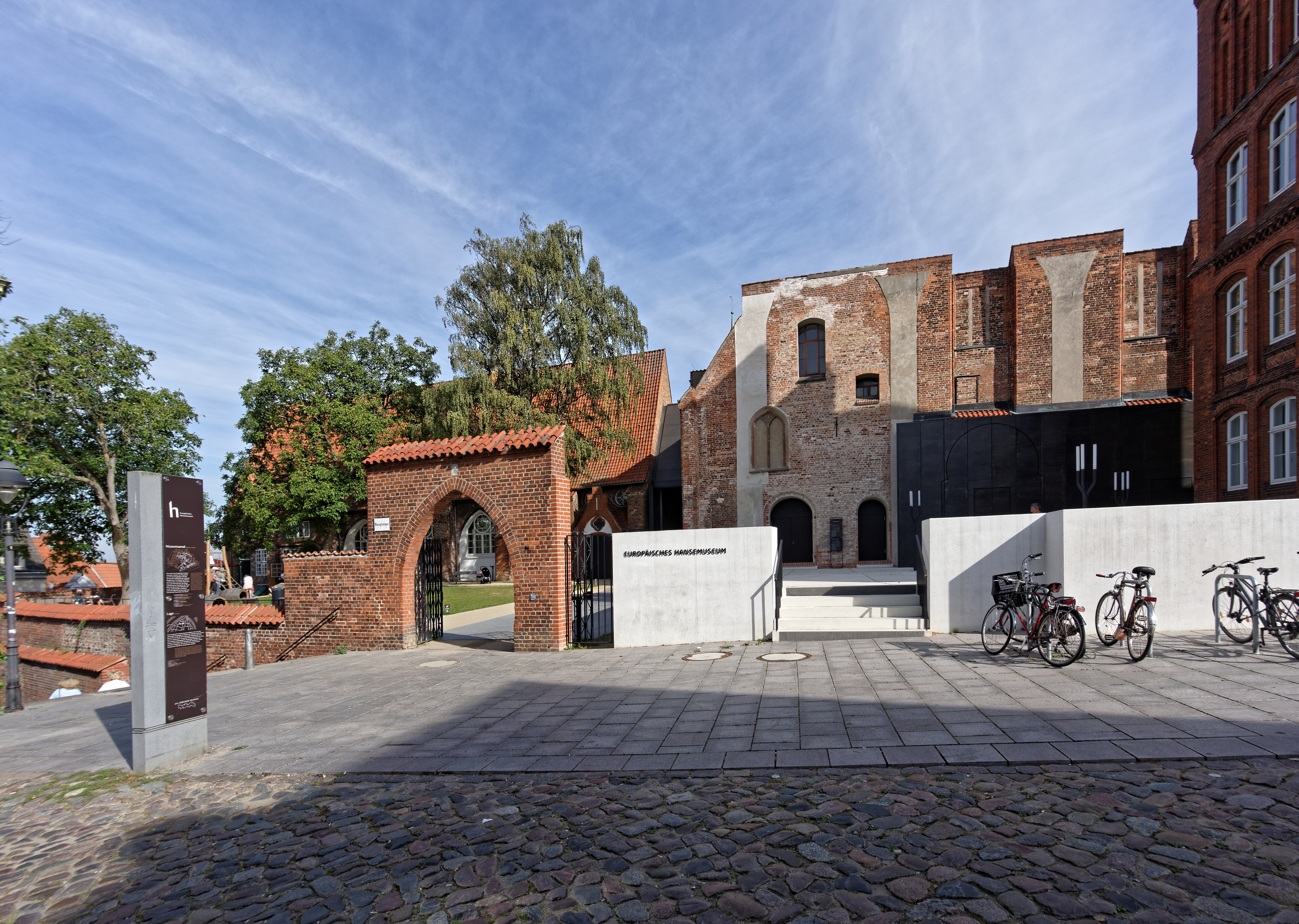
Eingang zum Burgkloster nach Umgestaltung zum Europäischen Hansemuseum (2016)

Hinter der Burg ist eine Straße der Lübecker Altstadt.

## Lage
Die etwa 70 Meter lange Straße Hinter der Burg befindet sich im nordwestlichen Teil der Altstadtinsel im Marien-Magdalenen Quartier. Sie verläuft in Ost-West-Richtung und verbindet die Große Burgstraße mit der Kleinen Burgstraße und der Burgtreppe.

## Geschichte
Erstmals urkundlich erwähnt wird die Straße 1288 mit dem lateinischen Namen Juxta fratres predicatorum (Neben den Predigermönchen, also den seit 1227 im Burgkloster ansässigen Dominikanern). 1299 hingegen lautet der Name Apud sanctam Mariam Magdalenam (Bei St. Maria Magdalena, bezogen auf die unmittelbar an die Straße grenzende St.-Maria-Magdalena-Kirche des Burgklosters, auch als Burgkirche bekannt), und 1337 Ex oppositio fratrum predicatorum (Gegenüber den Predigermönchen). 1470 ist der niederdeutsche Name Tegen dem Prediger Closter (Neben dem Predigerkloster) belegt, 1480 By der Borch (Bei der Burg), 1486 Tegen der Borchkerken over (Gegenüber der Burgkirche) sowie 1513 Achter der Borchkerken (Hinter der Burgkirche). Der heutige Name wurde 1852 amtlich festgelegt.
Die auf eine Burg verweisenden Bezeichnungen nehmen Bezug auf die 1227 zerstörte Burg am Nordende der Altstadt, die auch namengebend war für Burgtor, Burgkloster sowie Kleine Burgstraße, Große Burgstraße und Burgtreppe.
Die backsteingotische Magdalenen-Burgkirche, die über Jahrhunderte das prägende Element der Straße gewesen war, wurde 1818 abgebrochen, nachdem ihre Baufälligkeit und ein teilweiser Einsturz sie als Gefahr hatte erscheinen lassen. Das Grundstück lag bis zum Bau des Schulgebäudes 1874 brach.

## Bauwerke
- Hinter der Burg 2, Burgschule. Neugotischer Doppelbau einer Knaben- und einer Mädchengrundschule von 1874, errichtet am ehemaligen Standort der Burgkirche. In das Schulgebäude sind zahlreiche Reste des ehemaligen Burgklosters integriert, die bis ins frühe 14. Jahrhundert zurückreichen. Heute ist die Burgschule Teil der Ernestinenschule und wird als Gebäude für die Profiloberstufe genutzt.
- Hinter der Burg 6, Kulturforum Burgkloster. Die noch erhaltenen Teile der Klosteranlage, deren älteste vorhandene Elemente etwa aus dem Jahr 1250 stammen, bilden zusammen mit dem zur Großen Burgstraße orientierten neugotischen Gerichtsgebäude von 1894, das den größten Teil des früheren Klosters einnimmt, und der ehemaligen Burgschule das Museum Kulturforum Burgkloster
- Hinter der Burg 15, gotisches Reihenendhaus von 1291